# ヴィヤンコージー
ヴィヤンコージー（マラーティー語：मराठी, Vyankoji, 1629年 - 1684年頃）は、南インドのタミル地方、タンジャーヴール・マラーター王国の君主（在位：1675年 - 1684年）。ヴェンコージー（Venkoji）、エコージー（Ekoji）とも呼ばれる。

## 生涯
1629年、ビジャープル王国のマラーターの家臣シャハージーの息子として生まれた。のち、父はアフマドナガル王国へと移った。
1636年に父がアフマドナガル王国からビジャープル王国へ亡命することとなり、彼はビジャープルで育つこととなった。
1664年1月23日、父シャハージーが事故で死亡し、バンガロールを中心とした南インドの広大な封土（ジャーギール）は、異母兄シヴァージーが当時王国に反乱を起こしていたため、ヴィヤンコージーがその相続するとなった。だが、のちにこの相続をめぐり、ヴィヤンコージーはシヴァージーと争うこととなる。

### タンジャーヴールの占拠

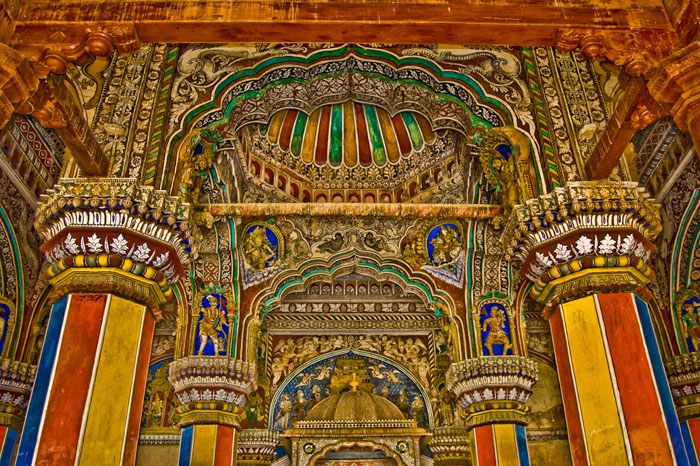
タンジャーヴール・マラーター宮殿、ダルバール・ホール

1673年9月、タンジャーヴール・ナーヤカ朝がマドゥライ・ナーヤカ朝に滅ぼされたのち、マドゥライ・ナーヤカ朝は王弟アラギリ・ナーヤカに統治させたが、タンジャーヴール・ナーヤカ朝の一族チェンガマラ・ダーサの反抗を受けた。
1675年にチェンガマラ・ダーサがビジャープル王国に援助を求め、ビジャープル王国の宮廷は援軍の派遣を派遣を決めて、バンガロールのヴィヤンコージーに出兵を要請した。
同年あるいは1676年1月12日 、ヴィヤンコージーはアラギリ・ナーヤカを破り、タンジャーヴールを占拠したが、ビジャープル王国に命じられていたにもかかわらず、チェンガマラ・ダースを王位につけず、自らがタンジャーヴールのラージャ（王）だと宣言した。その理由としては、ヴィヤンコージーがチェンガマラ・ダースに戦費を要求した際、それを拒否したからだという。
ここに、ヴィヤンコージーを祖とした、南インドのマラーター国家である、タンジャーヴール・マラーター王国が成立した。だが、ヴャンコージーはタンジャーヴールの支配者を宣言したものの、ビジャープル王国の忠実な家臣であるとも宣言した。

### シヴァージーとの争い
だが、ヴィヤンコージーは父の死後、兄シヴァージーとの跡目をめぐって、長く確執が生じていた。
1677年、兄のシヴァージーはカルナータカ地方へと遠征し、ヴィヤンコージーを屈服させ、タミル地方の重要都市でかつてシェンジ・ナーヤカ朝の首都であったシェンジを奪った。その際、マラーター王である兄に貢納を誓わなければならなかった。
しかし、1680年にシヴァージーが死ぬと、ヴャンコージーはその後継者サンバージーに対して貢納を停止した。

### 死亡年に関する謎
ヴィヤンコージーの没年は謎に包まれており、いつごろ死亡したのかは不明である。
1684年あるいは1685年1月にヴィヤンコージーは死亡したというのが一般的だが、ウィルクスという学者は1686年から1687年まで生きていたと主張している。
また、1699年から1700年にかけて、イギリス東インド会社の記録はエコージーと呼ばれる王に関して言及している。
そのため、1684年にヴィヤンコージーは退位し、シャーフージーに王位を譲り、隠居生活を送ったのではないかと言われている。

## 文学者として
ヴィヤンコージーの治世はサンスクリット語とテルグ語の文学が栄え、彼自身もラーマーヤナのテルグ語版を作成したと伝えられている。